# Dioscorea ulinei
Dioscorea ulinei là một loài thực vật có hoa trong họ Dioscoreaceae. Loài này được Greenm. ex R.Knuth mô tả khoa học đầu tiên năm 1917.